# Máy sấy quần áo

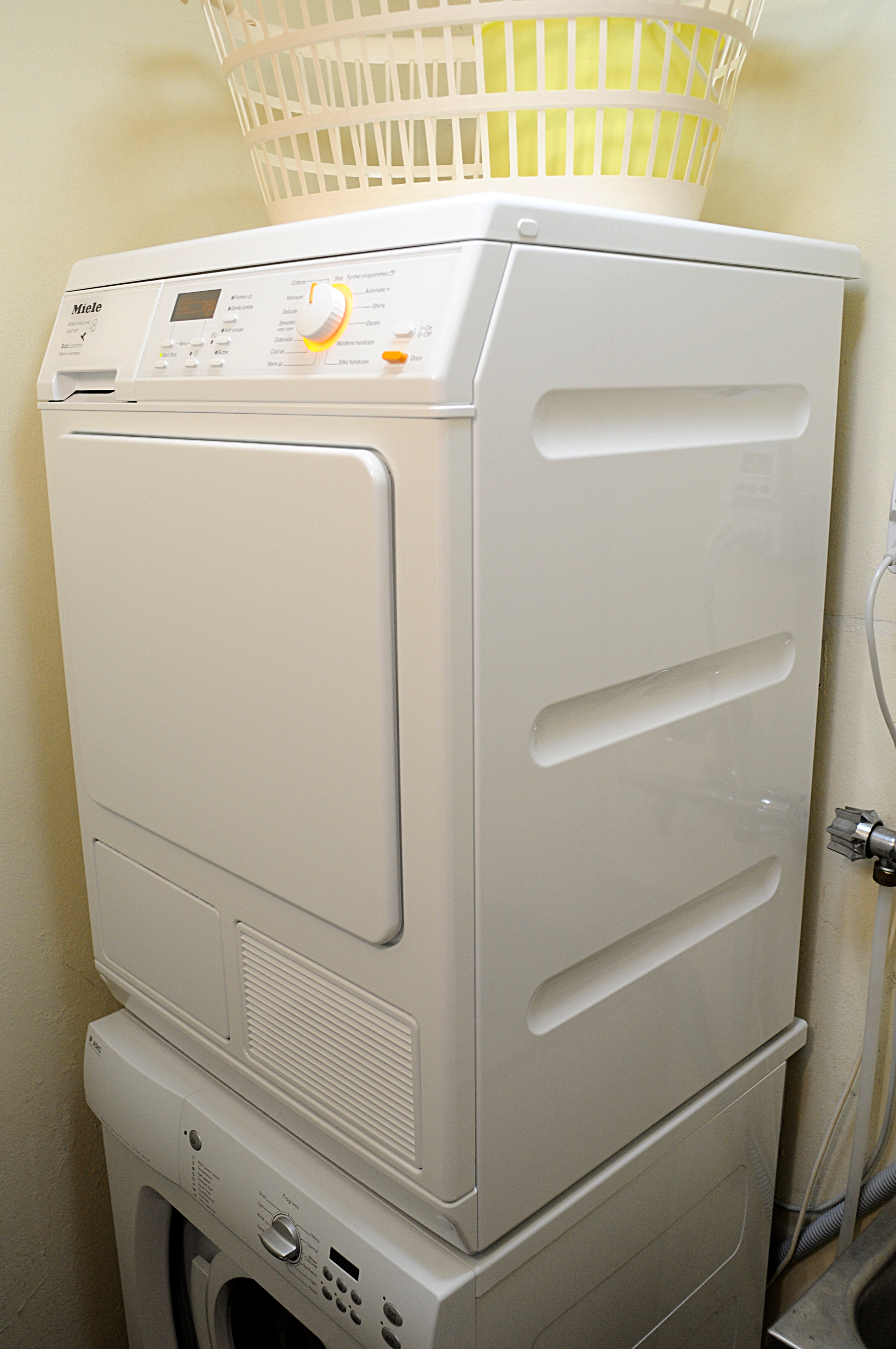
Máy sấy quần áo cửa trước dùng trong gia đình

Máy sấy quần áo (tiếng Anh: clothes dryer) là một thiết bị gia dụng được sử dụng để loại bỏ hơi ẩm từ quần áo, khăn trải giường và các loại vải dệt khác ngay sau khi chúng được giặt trong máy giặt.
Nhiều máy sấy quần áo bao gồm một thùng rỗng tích hợp khả năng chuyển động quay, được gọi là "tumbler". Trong khi không khí nóng được luân chuyển qua nơi này để làm bay hơi ẩm, thì "tumbler" sẽ thực hiện chuyển động quay vòng để duy trì không khí giữa các loại đồ sấy. Việc sử dụng loại máy này có thể khiến quần áo bị co lại hoặc trở nên kém mềm. Để khắc phục tình trạng trên, người ta đã thiết kế một thiết bị tương tự có chức năng sấy quần áo, có điều không có "tumbler". Thiết bị này được gọi là "tủ sấy". Tủ sấy được dùng cho các loại vải mỏng manh và các loại vải khác không phù hợp cho máy sấy quần áo.
Để sử dụng máy sấy quần áo, người sử dụng nên sấy khô quần áo ở mức tối thiểu 60 °C (140 °F) trong ba mươi phút. Điều này sẽ tiêu diệt nhiều vi trùng bao gồm mạt bụi nhà, rệp, bọ ghẻ  và trứng của chúng; sấy thêm mười phút nữa sẽ tiêu diệt được các loài bọ ve. Bằng cách rửa sạch mạt bụi và phơi quần áo trực tiếp dưới ánh nắng mặt trời trong ba giờ đồng hồ, chúng ta sẽ tiêu diệt trứng của loài sinh vật này.
Một số thiết bị như máy giặt-sấy có thể kết hợp thực hiện cả hai chức năng (giặt, sấy). Trong khi một số thiết bị khác có thể sử dụng hơi nước để là phẳng quần áo, thay thế công việc của một chiếc bàn là.